# 超人新世代之星
《超人新世代之星》（日语：ウルトラマン ニュージェネレーション スターズ），是由圓谷製作所製作的特攝電視劇，2023年1月28日於東京電視台系列頻道每週六上午9:00-9:30（JST）播映。並於圓谷官方YouTube頻道於播映日上午8:28分率先播出。
其第二季《超人新世代之星II》於2024年1月27日開始播映。
其第三季《超人新世代之星III》於2025年1月26日開始播映。

## 故事概要
光之國受到不明敵人攻擊，使得失去了一眾新世代超人的記憶，同時超人Zero得到來自未來傳送的新道具「次元卡讀取機」，為了取回失去的記憶，新世代超人們將要聯手共同合作！

## 本作登場角色

### 艾迪奥姆
配音員：西健亮
第22集登場，一個有自主意識的球體。數千萬年前，一個名為亞利姆的行星是高科技文明的發源地，伊利姆人民將人工智慧發射上太空，負責收集並記錄浩瀚宇宙的文明歷史。 隨著時間在周圍無盡地流逝，他們了解到所有文明最終都會獨自消亡。 在收集垂死文明的歷史時，這個自主意識的球體感受到自己是所有人中最孤獨的存在。
在那個時候，他遇到了超人力霸王的歷史，感受到充滿了與朋友們的聯繫，他想考驗超人力霸王傑洛和新一代超人們，並提到如果失去了這些聯繫是否會孤獨地死去。聽到傑洛的答案後，他說也許來自未來的干預是出乎意料的。
在第二季中，由於後悔自己的罪孽，在了解到文明是由每一個靈魂創造之後，他感到需要一個身體來觀察靈魂的行動，並開始記錄自己，創造了一個新的身體從他所生活的文明中抽取美好的東西，並在宇宙待命時被伊格尼斯撿到。

### 登場/聲演角色
- 超人力霸王傑洛 - 宮野真守 (8-9,18, 21-22)
- 超人力霸王銀河 - 根岸拓哉 (1-3)
- 超人力霸王X - 中村悠一 (9-10)
- 超人力霸王Orb - 石黑英雄 (15-16)
- 超人力霸王捷德 - 濱田龍臣 (17-18)
- 超人力霸王羅索 - 平田雄也（13-14）
- 超人力霸王布魯 - 小池亮介（日语：小池亮介）（13-14)
- 超人力霸王大河 - 寺島拓篤（19-20）
- 超人力霸王Z - 畠中祐 (1, 4-5,16)
- 超人力霸王Trigger - 寺坂賴我 (6-7)
- 明日見奏大/超人力霸王Decker - 松本大輝 (11-12)

## 製作人員
- 監修：塚越隆行
- 企劃：黒澤桂、古澤圭亮、春山ゆきお
- 製作人：石井卓爾
- 構成/編劇：足木淳一郎
- 演出：中山剛平
- 映像監修：池田遼
- 音響効果：矢崎大貴
- 製片人：福田一博
- 助理製片人：古川貴裕
- 攝影：倉島健一
- 製作協力：ヌーベルアージュ、fps Progress
- 編集：岩田博之
- MA：牧野友樹
- 音樂協力：東京電視台音樂
- 製作：圓谷製作

## 播放列表
以下時間以當地時間（日本時間）為準
| 播放日期   | 話數        | 日本原文標題                           | 中文標題                           | 相關電視集數/劇場版/網絡限定內容                                                                                                 | 已恢復記憶的超人/主要拍檔、對手 |
| ---------- | ----------- | -------------------------------------- | ---------------------------------- | --- | ------------------------------- |
| 2023/01/28 | 1           | ロストヒストリー                       | 失去的歷史                         | 超人銀河-帝卡資料介紹(Z除外) | -                               |
| 2023/02/04 | 2           | ビギニング・オブ・ギンガ〜星の降る町〜 | 銀河之始〜降星鎮〜                 | 《超人力霸王銀河》第1話 | 超人銀河                        |
| 2023/02/11 | 3           | 大切な仲間                             | 重要的夥伴                         | 《超人力霸王銀河：劇場特別篇》 《超人力霸王捷德》第9話 《超人力霸王Z》第4話 《超人力霸王銀河S》第7-8話                           | 超人勝利                        |
| 2023/02/18 | 4           | 共に戦う者たち                         | 共同戰鬥的人                       | 《超人力霸王Z》第3、24話 《超人力霸王Trigger》第9話 《超人力霸王Decker》第2話                                                    | -                               |
| 2023/02/25 | 5           | 立ち上がれゼット！〜最後の勇者〜       | 站起來, Z ! 最後的勇者             | 《超人力霸王Z》第19話 | 超人Z                           |
| 2023/03/04 | 6           | トリガーの危機！〜黄金の脅威〜         | 托利加的危機!黃金的威脅            | 《超人力霸王Trigger》第14話 | 超人利布特                      |
| 2023/03/11 | 7           | 絆を乗せた艦〜オペレーションドラゴン〜 | 承載羈絆的船艦!龍之行動            | 《超人力霸王Trigger》第15話 | 超人托利加                      |
| 2023/03/18 | 8           | 会敵！                                 | 與敵人會面                         | 超時空魔神 艾塔爾加 寄生生物 賽雷普洛 殲滅機甲獸 德斯特魯多斯                                                                    | -                               |
| 2023/03/25 | 9           | 時空を超えた戦い〜イージス光る時〜     | 超越時空的戰鬥〜神盾閃耀之時〜     | 《超人力霸王X》第14話 | -                               |
| 2023/04/01 | 10          | 紡がれた可能性                         | 交織的可能性                       | 《超人力霸王X》第8、14集 《超人X大電影 我們的超人來了》                                                                          | 超人X                           |
| 2023/04/08 | 11          | 未来からの言葉                         | 來自未來的話語                     | 《超人力霸王Decker》第1、9話 《超人力霸王Z》第10話 《超人力霸王X》第11集                                                         | -                               |
| 2023/04/15 | 12          | 彼方へ続く絆                           | 延續至彼方的羈絆                   | 《超人力霸王Decker》第19、15、21話                                                                                               | 超人帝卡                        |
| 2023/04/22 | 13          | 二人の原点〜ウルトラマンはじめました〜 | 兩人的原點〜開始成為超人力霸王了〜 | 《超人力霸王R / B》第1話 | 超人羅索 超人布魯               |
| 2023/04/29 | 14          | 戦う女の子                             | 戰鬥的女孩                         | 《超人力霸王R/B》第17話 《超人R/B:選擇！羈絆的水晶》 《超級銀河格鬥：新世代英雄》 《超級銀河格鬥：巨大的陰謀》                   | 超人格麗喬                      |
| 2023/05/06 | 15          | 繋がりは円環                           | 聯繫為圓環                         | 《超級Orb格鬥：親子之力，請借我一用吧！》 《劇場版 超人Orb 絆之力，請借我一用吧！》 《超人力霸王Orb》第1集                       | 超人Orb                         |
| 2023/05/13 | 16          | 腐れ縁の男                             | 孽緣之男                           | 《超人力霸王Orb》第10、23、25話 《超人力霸王Orb 始源傳奇》第1話 《超人力霸王Z》第5、24-25話                                      | 札古拉斯・札古拉                |
| 2023/05/20 | 17          | 決めるぜ覚悟~秘密基地へようこそ~       | 做好覺悟吧～歡迎來到秘密基地～     | 《超人力霸王捷德》第1話 | 超人捷德                        |
| 2023/05/27 | 18          | ShOUT（シャウト）                      | ShOUT（吶喊）                      | 《超人力霸王捷德》第3、4、5、7、8、25話                                                                                          | 超人Zero超越型態 超人貝利亞     |
| 2023/06/03 | 19          | 共に進む場所は一つ                     | 共同前進的地方只有一個             | 《超級銀河格鬥：命運的衝突》 《超人力霸王大河》第3、4、5、14、16話                                                               | 超人泰坦斯 超人風馬             |
| 2023/06/10 | 20          | 四人目の物語〜バディゴー〜             | 第四人的故事〜Buddy Go〜           | 《超人力霸王大河》第1集 | 超人泰迦                        |
| 2023/06/17 | 21          | 全ての出会いに……                       | 一切的相遇……:                      | 《大怪獸格鬥_超銀河傳說_THE_MOVIE》 《赛罗·奥特曼_THE_MOVIE_超决战！贝利亚银河帝国》 《超級銀河格鬥：命運的衝突》 《奥特曼传奇》 | 超人Zero                        |
| 2023/06/24 | 22 (最終話) | 未来へ                                 | 走向未來                           | 《超人力霸王大河:新世代終結黑暗》 《超人力霸王特利卡：特別篇Z》 《超人力霸王Decker》第25集                                       | -                               |

## 播放詳情
日本
- 東京電視台

播出日期：2023年1月28日—6月24日
播出時間：逢星期六 09:00-09:30（日本時間）

## 樂曲

### 片頭曲
「STARS 」
- 演唱：Voyager、編曲：小西貴雄（日语：小西貴雄）、作詞：TAKERU/瀨下千晶（日语：TAKERU/瀨下千晶）

## 外部連結
- 《超人力霸王 新世代之星》東京電視台官方網站 （页面存档备份，存于）（日語）
- 《超人力霸王系列》萬代官網 （页面存档备份，存于）（日語）
- 《超人力霸王系列》官方推特 （页面存档备份，存于）（日語）